# ヤニス・ラフマニ
ヤニス・ムル・ラフマニ・コルデイロ（Yanis Moloud Rahmani Cordeiro、1995年5月13日 - ）は、フランス・シャンピニー＝シュル＝マルヌ出身のサッカー選手。CDテネリフェ所属。ポジションはFW。

## クラブ経歴
フランスのシャンピニー＝シュル＝マルヌに生まれ、父親はアルジェリア人、母親はポルトガル人である。8歳でフランスからスペインのセスタオへ移住し、2005年にアスレティック・ビルバオの下部組織に加入した 。2012年にCチームであるCDバスコニアに昇格した。Cチーム昇格以降は3部相当以下に所属するクラブへのレンタルを繰り返した。
2017年6月26日、CDミランデスに2年契約で移籍した。2019年7月3日、UDアルメリアと2年契約を交わした。
2019年8月17日、アルバセテ・バロンピエとのリーグ戦で移籍後初出場。同年9月2日、同僚のマテュー・ペイベルンとともにCDルーゴにレンタル移籍した。
2020年9月1日、マラガCFへの期限付き移籍が発表された。
2021年7月30日、セグンダ・ディビシオンに降格したSDエイバルに移籍し、4年契約を交わした。
2024年1月14日、2023-24シーズン終了までCDテネリフェへレンタル移籍する事が決定した。